# Мосхатон (Аттика)
Мосха́тон (греч. Μοσχάτον ή Μοσχάτο) — город в Греции, южный пригород Афин. Расположен на высоте 10 метров над уровнем моря, на берегу бухты Фалирон залива Сароникос, на Афинской равнине, в 6 километрах к юго-западу от центра Афины, площади Омониас. Административный центр общины (дима) Мосхатон-Таврос в периферийной единице Южные Афины в периферии Аттика. Население 25 441 житель по переписи 2011 года. Площадь 2,325 квадратного километра.
Город создан в 1897 году как Мосхато (Μοσχάτο), в 1912 году (ΦΕΚ 262Α) переименован в Мосхатон. В 1925 году (ΦΕΚ 48Α) создано одноимённое сообщество, в 1943 году (ΦΕΚ 22Α) — община.
Название города происходит от греч. μοσχάτο «мускат» (о винограде, вине).
Город обслуживает станция Афинского метрополитена «Мосхато». Город пересекает Линия 1 афинского трамвая.
Город находится между Автострадой 1 Пирей — Афины — Салоники — Эвзони на западе, улицей Пиреос (национальной дорогой 56) на севере и национальной дорогой 91 на юге.

## Население
| Год  | Население, человек |
| ---- | ------------------ |
| 1920 | 1704               |
| 1928 | 6031               |
| 1940 | 10 348             |
| 1951 | 12 905             |
| 1961 | 18 536             |
| 1971 | 22 138             |
| 1981 | 21 138             |
| 1991 | 22 539             |
| 2001 | 24 315             |
| 2011 | ↗ 25 441           |